# ایژویی
ایژویی (به پرتغالی: Ijuí) یک منطقه شهری در برزیل است که در ریو گرانده جنوبی واقع شده‌است.

## خصوصیات
ایژویی ۶۸۹٫۱۲ کیلومترمربع مساحت و ۷۹٬۱۵۹ نفر جمعیت دارد و ۳۲۸ متر بالاتر از سطح دریا واقع شده‌است.